# Trichopteryx signata
Trichopteryx signata är en fjärilsart som beskrevs av Barend J. Lempke 1969. Trichopteryx signata ingår i släktet Trichopteryx och familjen mätare. Inga underarter finns listade i Catalogue of Life.